# 2011 UT412
2011 UT412, também escrito como 2011 UT412, é um objeto transnetuniano que está localizado no Cinturão de Kuiper, uma região do Sistema Solar. Ele possui uma magnitude absoluta de 7,8 e tem um diâmetro estimado com cerca de 121 km.

## Descoberta
2011 UT412 foi descoberto no dia 26 de outubro de 2011 pelo astrônomo M. Alexandersen.

## Órbita
A órbita de 2011 UT412 tem uma excentricidade de 0,180 e possui um semieixo maior de 47,956 UA. O seu periélio leva o mesmo a uma distância de 39,319 UA em relação ao Sol e seu afélio a 56,593 UA.